# Dushman Duniya Ka
Dushman Duniya Ka (devanagari: दुशमन दुनिया का, nasta'liq: دشمن دنیا کا) (tytuł angielski: The World's Enemy, niemiecki: Dushman Duniya Ka: Liebe schmerzt) – bollywoodzki dramat wyreżyserowany w 1996 roku przez Mehmooda, sławnego w latach 70. komika bollywoodzkiego (Andaz Apna Apna czy Guddu). Rolę główną w filmie odgrywa syn reżysera Manzoor Ali. To jedyny jego występ. Krótką rolę rykszarza ratującego życie głównego bohatera gra Shah Rukh Khan. Tematem filmu jest historia życia rozpieszczonego chłopaka niszczącego swoje życie z powodu narkotyków.

## Obsada
- Manzoor Ali – Lucky
- Farida Jalal – Manager of women's shelter
- Jankidas – siebie
- Jeetendra – Mahesh
- Shah Rukh Khan – Badru (Rickshaw Driver)
- Salman Khan – gościnnie – siebie
- Laila – Lata
- Mehmood – dealer Baba